# Eva Margareta Frölich
Eva Margareta Frölich (1650 – Stoccolma, settembre 1692) è stata una scrittrice, mistica e profeta svedese.

## Biografia

### Primi anni di vita
Frölich fu la figlia del colonnello Hans Christoffer Frölich e Elisabet von Plessen. La posizione e la data di nascita esatta sono sconosciute. Suo fratello, Carl Gustaf Frölich, fu un conte nobilitato. Ella diventò la zia di Charlotta Frölich.
Fu sposata a Riga, in Lettonia, allora provincia svedese, con Johann Henning Neumeijer, colonnello dell'esercito svedese, che abbandonò nel 1684 quando arrivò a Stoccolma, in Svezia, in compagnia dell'orafo Berendt Doerchmann e si fece conoscere come una profetessa e una predicatrice. Fu ricevuta dal re Carlo XII di Svezia e gli predisse che sarebbe stato il fondatore del regno millenario di Cristo e che avrebbe governato tutta la cristianità. Lo stesso anno fu condannata all'esilio e si recò ad Amburgo, dove pubblicò il suo lavoro sul millenarismo e le sette congregazioni della Bibbia e questo causò la sua cacciata dalla città. Si stabilì quindi ad Amsterdam, dove pubblicò molte delle sue opere e continuò ad essere attiva come profetessa e predicatrice, ancora assistita da Berendt Doerchmann.
Espresse l'opinione che alle donne doveva essere concesso il diritto di predicare.

### Ritorno
Tornò a Stoccolma nel 1692 dove tenne discorsi contro il clero e cercò di pubblicare la sua opera. Fu arrestata e morì in carcere lo stesso anno.
La sua teologia è stata descritta come un insieme di spiritualismo, pietismo, ortodossia e dell'ideologia della punizione dell'Antico Testamento. Fu una luterana, ma attaccò la versione letteraria dei preti.